# Saison 2009-2010 du Beşiktaş JK
Maillots
Chronologie
Saison précédente Saison suivante
Le Beşiktaş JK, évolue durant la saison 2009-10 dans le championnat (où ils finiront à la 4e place) et la coupe de Turquie, ainsi que la ligue des champions 2009-10.

## Objectifs de la saison
Pour le moment aucune conférence de presse n’a été organisée par le club de Beşiktaş JK.
La saison des transferts 2009-2010 commencera le 8 juin 2009 et se terminera le 1er septembre 2009. La deuxième période des transferts 2009-2010 commencera le 4 janvier 2010 et se terminera le 1er février 2010.
Mustafa Denizli a annoncé après avoir signé un nouveau contrat d’un an devant les medias que le club de Beşiktaş n’avait aucune intention de vendre Bobô à un autre club et a ajouté qu’il ajoutera a leur effectif un ou deux joueurs pour réussir en championnat turc et en Ligue des champions de l'UEFA. Denizli a bien précisé que le club ne vendra en aucun cas Bobô sauf s’il achètera un attaquant de même qualité. Le président Yıldırım Demirören a ajouté qu’il n’avait reçu aucune offre sérieuse pour Bobô et pour cela qu’il ne vendra en aucun cas son joueur.
En plus de cette explications Denizli a précisé que leur programme avant-saison continuera jusqu’au 23 juillet à Istanbul.

## Effectif actuel
(*) Joueurs formés au club

## Transferts
Beşiktaş avait pris un accord de 4 ans avec le joueur de Kayserispor Mehmet Topuz pour un contrat d'1,5 million de dollars par an le vendredi 5 juin. Après que Fenerbahçe a fait une demande au club de Kayserispor. Le transfert est tombé dans une situation nìud gordien. Le club de Kayseri a vendu le joueur à Fenerbahçe mais Mehmet Topuz a pris et veut un accord avec Beşiktaş.
- Michael Fink a été transféré au Beşiktaş pour un contrat de 3 ans. Il gagnera 1,2 million d'euros par an[11].
- Le jeune joueur de 21 ans Aydın Karabulut a signé un contrat de 3 ans avec Ankaraspor[12].
- Gordon Schildenfeld a été loué au Sturm Graz[13].
- Gökhan Zan a signé 2 ans avec le Galatasaray[14].
- İbrahim Üzülmez, 35 ans, renouvelle son contrat avec Beşiktaş de 2 ans donc 1 ans optionnel[15].
- Erkan Zengin a été acheté avec ces services de Hammarby IF par Beşiktaş pour un montant de 300 000 euro[16].
- Nihat Kahveci signe un contrat de 3 ans (2,5 millions d'euros par an)[17] avec Beşiktaş. Beşiktaş payera pour ce transfert 4 millions d'euros[18] au club de Villarreal CF[19].
- İsmail Köybaşı signe un contrat de 4 ans plus 1 an d'options avec le Beşiktaş contre 2,3 millions de TL. Beşiktaş payera à Gaziantepspor 5 500 000 euro plus avec ses services Serdar Kurtuluş[20],[21],[22],[23].
- Rıdvan Şimşek transféré de Karşiyaka contre 1,250 million de TL a signé avec le Beşiktaş un contrat jusqu'en 2013 contre 1,5 million de TL[24],[25],[26].
- Matteo Ferrari a été transféré de Genoa CFC. Matteo a signé un contrat de 4 ans donc 2,5 millions d'euros par an[27],[28].
- Edouard Cissé, libre de tout contrat, s'engage avec l'Olympique de Marseille en juillet 2009[29].
- Onur Bayramoğlu a été transféré en août 2009 au Beşiktaş et a signé un contrat de 5 ans[30],[31].
- İbrahim Kaş a été loué du club espagnol Getafe CF le 21 août 2009 pour une durée d'un an[32].
- Rodrigo Barbosa Tabata a été transféré en août 2009 du Gaziantepspor. Tabata signe un contrat de 3 ans pour un montant total de 4,5 millions d'euros[33].
- Ramazan Özcan a été loué du club allemand TSG 1899 Hoffenheim le 1er janvier 2010 pour une durée de 6 mois[34],[35].

| Nom                    | Nationalité        | Transfert            | Provenance/Destination | Division          |                   |                   |                   |                   |
| Arrivées               |                    |                      |                        |                   |                   |                   |                   |                   |
| Michael Fink           | Allemagne          | Transfer (0,0 M€)    | Eintracht Francfort    | Bundesliga        | Bundesliga        | Bundesliga        | Bundesliga        | Bundesliga        |
| Erhan Güven            | Turquie            | Transfer (0,0 M€)    | Ankaraspor             | Türkcell Süperlig | Türkcell Süperlig | Türkcell Süperlig | Türkcell Süperlig | Türkcell Süperlig |
| Erkan Zengin           | Suède              | Transfer (0,3 M€)    | Hammarby IF            | Allsvenskan       | Allsvenskan       | Allsvenskan       | Allsvenskan       | Allsvenskan       |
| Nihat Kahveci          | Turquie            | Transfer (4,0 M€)    | Villarreal CF          | Primera División  | Primera División  | Primera División  | Primera División  | Primera División  |
| İsmail Köybaşı         | Turquie            | Transfer (5,5 M€)    | Gaziantepspor          | Türkcell Süperlig | Türkcell Süperlig | Türkcell Süperlig | Türkcell Süperlig | Türkcell Süperlig |
| Rıdvan Şimşek          | Turquie            | Transfer (1,25 MTL)  | Karşiyakaspor          | Bank Asya 1.Lig   | Bank Asya 1.Lig   | Bank Asya 1.Lig   | Bank Asya 1.Lig   | Bank Asya 1.Lig   |
| Matteo Ferrari         | Italie             | Transfer (4,5 M€)    | Genoa CFC              | Seri A            | Seri A            | Seri A            | Seri A            | Seri A            |
| Onur Bayramoğlu        | Turquie            | Transfer (0,3 M€)    | Bozüyükspor            | TFF 2. Lig        | TFF 2. Lig        | TFF 2. Lig        | TFF 2. Lig        | TFF 2. Lig        |
| İbrahim Kaş            | Turquie            | Prêt (0,0 M€)        | Getafe CF              | Primera División  | Primera División  | Primera División  | Primera División  | Primera División  |
| Rodrigo Barbosa Tabata | Brésil             | Transfer (8,0 M€)    | Gaziantepspor          | Türkcell Süperlig | Türkcell Süperlig | Türkcell Süperlig | Türkcell Süperlig | Türkcell Süperlig |
| Ramazan Özcan          | Autriche           | Prêt (0,0 M€)        | TSG 1899 Hoffenheim    | Bundesliga        | Bundesliga        | Bundesliga        | Bundesliga        | Bundesliga        |
| Retour de prêt         |                    |                      |                        |                   |                   |                   |                   |                   |
| Batuhan                | Turquie            | Retour le 31.05.2009 | Eskişehirspor          | Türkcell Süperlig |                   |                   |                   |                   |
| Signatures pros        |                    |                      |                        |                   |                   |                   |                   |                   |
| -                      | -                  | Signatures pros      | -                      | Division          |                   |                   |                   |                   |
| Départ prêt            |                    |                      |                        |                   |                   |                   |                   |                   |
| Tomáš Zápotočný        | République tchèque | Départ prêt          | Bursaspor              | Türkcell Süperlig |                   |                   |                   |                   |
| Gordon Schildenfeld    | Croatie            | Départ prêt          | Sturm Graz             | Bundesliga        |                   |                   |                   |                   |
| Erdem Köse             | Turquie            | Départ prêt          | Giresunspor            | Bank Asya 1.Lig   |                   |                   |                   |                   |
| Départs                |                    |                      |                        |                   |                   |                   |                   |                   |
| Gökhan Zan             | Turquie            | Départs (0,0 M€)     | Galatasaray SK         | Türkcell Süperlig |                   |                   |                   |                   |
| Édouard Cissé          | France             | Départs (0,0 M€)     | Olympique de Marseille | Ligue 1           |                   |                   |                   |                   |
| Aydın Karabulut        | Turquie            | Départs (0,0 M€)     | Ankaraspor             | Türkcell Süperlig |                   |                   |                   |                   |
| Serdar Kurtuluş        | Turquie            | Départs (0,0 M€)     | Gaziantepspor          | Türkcell Süperlig |                   |                   |                   |                   |

## Les rencontres de la saison

### Programme avant-saison de l’équipe de football
Beşiktaş partira en Espagne pour la Coupe de la Paix puis en Allemagne pour la finale de la Supercoupe de Turquie de football.
Le champion Beşiktaş Jimnastik Kulübü commence la saison 2009-2010 sous la direction de Mustafa Denizli aux locaux Nevzat Demir le 29 juin 2009.
La Coupe de la Paix commencera le 23 juillet et la Supercoupe de Turquie le 2 août. Après la finale le Beşiktaş retournera et continuera ces préparations avant-saison en Turquie.
Entre-temps si Besiktas réussit à parvenir en finale de la Coupe de la Paix, il ne pourra pas participer à la finale de la super coupe de Turquie qui sera joué aussi le 2 août à Istanbul. À la suite de ce souci, les représentants de Besiktas ont déclaré participé à la Super Coupe de Turquie avec l’effectif des remplaçants.

### Matchs amicaux
Beşiktaş jouera son premier match amical avec l'équipe de Série B Calcio Catania au Stade BJK İnönü le 19 juillet 2009 à 21h00.
| Date                   | Adversaire               | Lieu           | Score | Buteurs de BJK                   | Public |
| ---------------------- | ------------------------ | -------------- | ----- | -------------------------------- | ------ |
| 19 juillet 2009        | Calcio Catania (Série B) | İnönü Istanbul | 1 - 1 | Tello 56e                        | 6 500  |
| 5 septembre 2009 17:00 | Turquie espoirs          | İnönü Istanbul | 3 - 4 | Tabata 24e · Ömer 83e · Onur 90e | 9 850  |

### Peace Cup(Coupe de la Paix)
Les organisateurs de la Coupe de la Paix ont mis pour la présentation de l'équipe de Beşiktaş les vidéos de l'équipe rival Fenerbahçe et le joueur symbole Daniel Güiza,.
L’équipe de football de Besiktas partira le 21 juillet 2009 en Espagne pour participer à la Coupe de la Paix.
Besiktas jouera ces matchs dans les villes de Huelva et Séville. Le premier match contre l’Olympique lyonnais se jouera le 25 juillet à 21:30 (heure Turquie) et le deuxième match de la phase de groupe contre FC Porto le 29 juillet à 23:30 (heure Turquie). Les matchs seront diffusés en direct par la chaine télévisée turc D-Smart.
Besiktas a fait son premier entrainement dans la ville de Huelva le 23 juillet pendant une heure et demie. Üzülmez, Tello, Yusuf, Uğur et Nobre se sont blessés pendant l’entrainement. Le président Yıldırım Demirören a aussi participé à l’entrainement de l’équipe.
Après avoir terminé le match nul contre Porto, Besiktas a fini son aventure de la Coupe de la Paix. L'équipe retourne en Turquie le 30 juillet 2009 à İstanbul.
| Date            | Adversaire         | Lieu                    | Score | Buteurs de BJK | Public      |
| --------------- | ------------------ | ----------------------- | ----- | -------------- | ----------- |
| 25 juillet 2009 | Olympique lyonnais | Nuevo Colombino Huelva  | 1 - 1 | Mert Nobre 86e | environ 300 |
| 29 juillet 2009 | FC Porto           | Stade Olympique Séville | 0 - 0 | -              | environ 500 |

### Supercoupe de Turquie
La quatrième supercoupe de Turquie se déroule le 2 août 2009 à Istanbul au Stade olympique Atatürk. Le match se joue à 21 heures (heure locale) et est diffusé par la chaîne télévisée Fox TV,,.
Besiktas a commencé ses préparations pour la finale le 31 juillet 2009 et a duré environ une heure et demie. Delgado et Serdar ne sont pas présents pendant ces préparations à cause de leurs blessures.
| Date              | Adversaire | Lieu                             | Score | Buteurs de BJK | Public | Diffusion |
| ----------------- | ---------- | -------------------------------- | ----- | -------------- | ------ | --------- |
| 2 août 2009 21:00 | Fenerbahçe | Stade olympique Atatürk Istanbul | 0 - 2 | -              | ?      | Fox TV    |

Denizli a évolué le match et a déclaré après le match: « C’était un match où les deux équipes pouvaient le gagner. Il n’y avait pas vraiment de supériorité pour les deux équipes. Les deux équipes ont eu des occasions pour gagner le match. Il est normal que les deux grandes équipes se montrent non prêtes mais cela changera dans les semaines à venir. Après le but par un penalty, il est normal que mon équipe ait donné de la place pour l’adversaire. Je félicite Fenerbahce. Trois coupes en une saison aurait été joli, mais nous n’avons pas réussi. Même s'il y avait une coupe en récompense, ce match était finalement un match d’essai pour nous. Ce que je peux dire pour l’équipe adverse, c’est qu’ils ont une équipe plus compacte que l’an dernier. Ils voulaient beaucoup plus cette coupe. Fenerbahce est l’une des équipes clé de notre ligue. Il est normal que nos adversaires jouent beaucoup mieux contre nous car nous sommes le tenant en titre. Mais nous n’avons l’intention de le donner à personne. »

### Championnat 2009-2010
Le programme de la cinquante-deuxième édition du championnat de Turquie de football a été tiré au sort le 7 juillet 2009 à Istanbul.
La 1re et la 2e journée du championnat a été annoncer par la Fédération de Football. Le premier match du championnat se jouera entre Istanbul BB et Besiktas au Stade olympique Atatürk à 21 heures (heure locale).
Ankaraspor luttant contre Ankaragücü dans la même ligue a été relégué en Ligue 1 (Bank Asya 1.Lig) pour raison d’avoir fais abus de substances sur les instructions de la FDT des articles 45/1 et de la Fédération de Turquie de Football des articles 17, 18 et 76. Donc Besiktas gagnera ces matchs contre cette équipe 3 à 0.
| Date                   | Adversaire     | Lieu                          | Score | Buteurs de BJK                                  | Rapport | Public         |
| ---------------------- | -------------- | ----------------------------- | ----- | ----------------------------------------------- | ------- | -------------- |
| 7 août 21:00           | Istanbul BB    | Stade olympique Istanbul      | 1 - 1 | Fink 29e                                        | Rapport | environ 1500   |
| 17 août 21:00          | Antalyaspor    | İnönü Istanbul                | 2 - 0 | Hološko 73e · Tello 78e                         | Rapport | 0              |
| 22 août 21:00          | Gençlerbirliği | 19 Mayis Ankara               | 0 - 0 | -                                               | Rapport | ?              |
| 28 août 21:00          | Gaziantepspor  | İnönü Istanbul                | 0 - 0 | -                                               | Rapport | environ 29 500 |
| 12 septembre 21:00     | Galatasaray    | Ali Sami Yen Istanbul         | 3 - 0 | -                                               | Rapport | environ 28 500 |
| 19 septembre 21:00     | Kayserispor    | İnönü Istanbul                | 0 - 1 | -                                               | Rapport | environ 13 500 |
| 25 septembre 20:00     | Ankaraspor     | Aktepe Ankara                 | 0 - 3 | -                                               | Rapport | -              |
| 3 octobre 2009 20:00   | Denizlispor    | İnönü Istanbul                | 1 - 0 | Tabata 49e                                      | Rapport | environ 17 500 |
| 17 octobre 2009 20:00  | Kasimpaşaspor  | İnönü Istanbul                | 2 - 1 | Nihat 8e · Bobô 38e                             | Rapport | environ 22 750 |
| 24 octobre 2009 20:00  | Eskişehirspor  | Atatürk Eskişehir             | 0 - 1 | Ekrem 83e                                       | Rapport | environ 11 500 |
| 31 octobre 2009 20:00  | Ankaragücü     | İnönü Istanbul                | 1 - 0 | İsmail 16e                                      | Rapport | environ 17 500 |
| 7 novembre 2009 20:00  | Trabzonspor    | Avni Aker Trabzon             | 0 - 2 | Ernst 48e · Bobô 90+3e                          | Rapport | environ 28 800 |
| 21 novembre 2009 20:00 | Fenerbahçe     | İnönü Istanbul                | 3 - 0 | Fink 53e · Bobô 57e · Uğur 82e                  | Rapport | environ 32 500 |
| 29 novembre 2009 20:00 | Sivasspor      | 4 Eylul Sivas                 | 0 - 1 | Bobô 28e                                        | Rapport | environ 13 500 |
| 4 décembre 2009 20:00  | Diyarbakirspor | İnönü Istanbul                | 0 - 0 | -                                               | Rapport | environ 27 500 |
| 13 décembre 2009 20:00 | Manisaspor     | 19 Mayis Manisa               | 1 - 1 | Bobô 24e                                        | Rapport | environ 11 500 |
| 18 décembre 2009 20:00 | Bursaspor      | İnönü Istanbul                | 2 - 3 | Mert Nobre 56e · Bobô 63e                       | Rapport | environ 22 000 |
| 10 mars 2010 20:00     | Istanbul BB    | İnönü Istanbul                | 2 - 0 | Bobô 43e · Hološko 62e                          | Rapport | environ 21500  |
| 29 janvier 2010 20:00  | Antalyaspor    | Antalya Atatürk Antalya       | 0 - 1 | Bobô 55e                                        | Rapport | 0              |
| 5 février 2010 20:00   | Gençlerbirliği | İnönü Istanbul                | 4 - 1 | Sivok 33e · Bobô 78e · Hološko 80e · Tabata 87e | Rapport | environ 22500  |
| 13 février 2010 19:00  | Gaziantepspor  | Kamil Ocak Gaziantep          | 2 - 0 | -                                               | Rapport | environ 15 500 |
| 21 février 2010 19:00  | Galatasaray    | İnönü Istanbul                | 1 - 1 | Sivok 82e                                       | Rapport | environ 29 250 |
| 27 février 2010 19:00  | Kayserispor    | Kadir Has Kayseri             | 1 - 2 | Tello 2e · Ekrem 30e                            | Rapport | environ 18 500 |
| -                      | Ankaraspor     | İnönü Istanbul                | 3 - 0 | -                                               | -       | -              |
| 15 mars 2010 20:00     | Denizlispor    | Denizli Atatürk Denizli       | 0 - 1 | Hološko 41e                                     | Rapport | environ 12 500 |
| 19 mars 2010 20:00     | Kasimpaşaspor  | RT Erdoğan Istanbul           | 2 - 2 | Tello 74e · Bobô 77e                            | Rapport | environ 12 750 |
| 27 mars 2010 19:00     | Eskişehirspor  | İnönü Istanbul                | 3 - 2 | Nihat 31e · Bobô 59e · Hološko 73e              | Rapport | environ 28 750 |
| 2 avril 2010 20:00     | Ankaragücü     | 19 Mayıs Ankara               | 0 - 0 | -                                               | Rapport | environ 18 750 |
| 10 avril 2010 19:00    | Trabzonspor    | İnönü Istanbul                | 0 - 0 | -                                               | Rapport | environ 28 800 |
| 18 avril 2010 19:00    | Fenerbahçe     | Ş.Saracoğlu Istanbul          | 1 - 0 | -                                               | Rapport | environ 41 250 |
| 24 avril 2010 19:00    | Sivasspor      | İnönü Istanbul                | 2 - 2 | Bobô 59e · Hološko 81e                          | Rapport | environ 21 500 |
| 2 mai 2010 20:00       | Diyarbakirspor | Diyarbakır Atatürk Diyarbakır | 1 - 3 | Toraman 25e · Abdullah 66e (c.c.) · Tello 83e   | Rapport | 0              |
| 7 mai 2010 20:00       | Manisaspor     | İnönü Istanbul                | 2 - 0 | Nihat 69e · Hüseyin 71e (c.c.)                  | Rapport | environ 12 750 |
| 16 mai 2010 20:00      | Bursaspor      | Bursa Atatürk Bursa           | 2 - 1 | Uğur 88e                                        | Rapport | environ 17 500 |

### Ligue des champions 2009-2010
Voir Ligue des champions de l'UEFA 2009-2010
Les quatre équipes qui composent le Groupe B, le Manchester United FC, le PFC CSKA Moskva, le Beşiktaş JK et le VfL Wolfsburg, ne se sont jamais rencontrées en compétition de clubs de l'UEFA.
- Excellent souvenir

Le CSKA est la seule des quatre formations à ne pas avoir fini championne nationale. Si les Mancuniens ne l'ont jamais croisé, ils gardent un excellent souvenir de leur dernier périple dans la capitale russe puisqu'ils y ont remporté l'UEFA Champions League en venant à bout du Chelsea FC aux tirs au but. C'était en 2008 au Luzhniki Stadium.
- Sir Alex Ferguson, entraîneur de Manchester United

Ces rencontres s'annoncent compliquées, surtout celles en Russie et en Turquie. Le CSKA a beaucoup progressé ces dernières années et les matches en Turquie sont toujours délicats à appréhender. On connaît aussi Wolfsbourg, qui a réussi de grandes choses en Bundesliga la saison passée.
- Evgeniy Aldonin, milieu du CSKA Moscou

Je suis heureux de tomber sur Manchester United car j'ai toujours voulu les affronter. C'est l'une des meilleures équipes d'Europe, qui a joué les deux dernières finales de l'UEFA Champions League. Beşiktaş est très performant à domicile et Wolfsbourg vient de remporter la Bundesliga. Mais je pense qu'on peut y croire et notre objectif reste le même : atteindre les huitièmes de finale.
- Yusuf Şimşek, milieu de Beşiktaş

Comme les autres, on a nos chances. Notre début de saison n'est pas exceptionnel mais on est les champions de Turquie. Manchester United est un géant mondial mais Beşiktaş a déjà battu Chelsea en Champions League (en 2003). On a les moyens de battre n'importe quelle équipe du groupe.
- Armin Veh, entraîneur de Wolfsburg

Ce ne sont pas des adversaires faciles mais ça aurait pu être pire. Et je pense que tout le monde voulait éviter Wolfsburg (dans le quatrième chapeau). Manchester United est le grand favori du groupe, mais aussi de la Champions League. On veut jouer les huitièmes, alors il va falloir éliminer le CSKA et Beşiktaş. Bien entendu, nos adversaires ont bien plus d'expérience européenne que nous mais on espère réussir notre parcours en Champions League.,
| Rang | Équipe            | Pts | J | G | N | P | Bp | Bc | Diff |
| ---- | ----------------- | --- | - | - | - | - | -- | -- | ---- |
| 1    | Manchester United | 13  | 6 | 4 | 1 | 1 | 10 | 6  | +4   |
| 2    | FK CSKA Moscou    | 10  | 6 | 3 | 1 | 2 | 10 | 10 | 0    |
| 3    | VFL Wolfsburg     | 7   | 6 | 2 | 1 | 3 | 9  | 9  | 0    |
| 4    | Besiktas JK       | 4   | 6 | 1 | 1 | 4 | 3  | 8  | -5   |

| Date                     | Adversaire        | Lieu                        | Score | Buteurs de BJK | Rapport | Public         |
| ------------------------ | ----------------- | --------------------------- | ----- | -------------- | ------- | -------------- |
| 15 septembre 2009 20:45* | Manchester United | İnönü Istanbul              | 0 - 1 | -              | Rapport | 26 448         |
| 30 septembre 2009 18:30* | CSKA Moscou       | Loujniki Moscou             | 2 - 1 | Ekrem 90+2e    | Rapport | 19 750         |
| 21 octobre 2009 20:45*   | VFL Wolfsburg     | Volkswagen-Arena Wolfsbourg | 0 - 0 | -              | Rapport | environ 26 000 |
| 3 novembre 2009 20:45*   | VFL Wolfsburg     | İnönü Istanbul              | 0 - 3 | -              | Rapport | environ 29 500 |
| 25 novembre 2009 20:45*  | Manchester United | Old Trafford Manchester     | 0 - 1 | Tello 20e      | Rapport | environ 40 000 |
| 8 décembre 2009 20:45*   | CSKA Moscou       | İnönü Istanbul              | 1 - 2 | Bobô 86e       | Rapport | environ 26 129 |

* L'heure des coups d'envoi est marquée en heure locale.
* * L'heure du coup d'envoi sera décidée plus tard.

#### Besiktas JK - Manchester United
- Paul Sholes sauve United

Une tête opportuniste du vétéran anglais à 13 minutes de la fin suffit à offrir la victoire au Manchester United FC dans le Groupe B de l'UEFA Champions League face au Beşiktaş JK.
Scholes toujours là
Beşiktaş s'était imposé face à Liverpool il y a deux ans et a rendu la vie difficile aux finalistes de la saison dernière. Mais les minutes passant, la pression exercée par les Mancuniens allait payer. Nani frappait au but, un ballon qu'Hakan ne pouvait que détourner sur la tête de Scholes. Son 22e but en UEFA Champions League en 109 apparitions. Beşiktaş aura l'occasion de débloquer son compteur point avec un déplacement au PFC CSKA Moskva dans deux semaines. United recevra pendant ce temps le VfL Wolfsburg, pour le duel des leaders du Groupe B.

#### CSKA Moscou - Besiktas JK
- Ramos compte sur Moscou

Le PFC CSKA Moskva et le Beşiktaş JK vont se rencontrer pour la première fois lors de la deuxième journée du Groupe B. Les locaux espèrent être aussi en forme au stade Luzhniki qu'ils l'ont été en 2008/09, pour rebondir après leur défaite 3-1 de la 1re journée chez le VfL Wolfsburg. L'objectif est le même pour les Stambouliotes, battus 1-0 par le Manchester United FC.
Déclarations avant le match
Juande Ramos, entraîneur du CSKA
On a commencé par une défaite à Wolfsburg, mais le score ne reflétait pas ce qui s'est passé sur le terrain. On s'est battus, on a bien joué et on s'est créé des occasions, mais on a fait des erreurs en défense. Pour ce deuxième match à domicile, on espère obtenir le maximum. Nous ne donnons la priorité à aucune compétition, car on peut faire des résultats dans les deux. Il nous reste sept matches de championnat et cinq de Champions League. Le Beşiktaş n'a plus marqué depuis cinq matches. C'est bon pour nous, mais on ne va pas compter là-dessus.
Mustafa Denizli, entraîneur de Beşiktaş
On espérait débuter par une victoire mais on a perdu. Pour nos joueurs et nos supporteurs, ce dont nous avons le plus besoin maintenant c'est une victoire. J'espère que ce sera pour [mercredi]. La saison dernière, nous avons marqué plus que n'importe quelle autre équipe en Turquie. On n'obtient pas de buts en mettant la pression aux joueurs. J'espère qu'on va bientôt se remettre à marquer des buts. Après tout, nous avons Nihat, qui est un des meilleurs non seulement de Turquie mais du monde. Nous avons examiné attentivement ce que fait Juande Ramos avec le CSKA, et on a observé les changements qu'il a apportés. Leur jeu maintenant n'a plus rien à voir avec celui de l'époque de Zico.
Après match
- Première victoire pour Moscou

Deux exploits personnels d'Alan Dzagoev et Miloš Krasić ont donné ses premiers points au PFC CSKA Moskva dans le Groupe B de l'UEFA Champions League. Le Beşiktaş JK, revenu dans le temps additionnel, a perdu ses deux premiers matches.
Dzagoev fait mouche
Battu il y a deux semaines par le VfL Wolfsburg, le CSKA, pour son premier match à domicile de la phase de groupes, ouvrait rapidement la marque. Dès la 6e minute, Dzagoev profitait d'un coup franc rapidement joué pour s'avancer balle au pied vers la surface et loger le ballon dans la lucarne de Rüştü Reçber (1-0). C'était le deuxième but dans la compétition en deux matches pour le prodige russe de 19 ans.
Hološko remplacé
Le club vainqueur de la Coupe UEFA 2005 avait marqué pour sa première occasion, qui était aussi la première du match. Un deuxième coup dur était asséné aux Turcs, avec la sortie sur blessure de Filip Hološko. L'international slovaque était remplacé par Yusuf Şimşek à la 34e minute. La réaction des Aigles Noirs se matérialisait par une frappe de Marcio Nobre, qu'Igor Akinfeev détournait au-dessus.
Krasić en solo
Le début de la deuxième période était à mettre à l'actif des champions de Turquie qui poussaient pour revenir mais ils étaient piégés par une accélération monumentale de Miloš Krasić. Seul sur le côté droit, le blond Serbe semait la panique dans la défense stambouliote avant de battre Rüştü du pied droit. Peu après l'heure de jeu, le break était fait.
Le CSKA tranquille
L'addition aurait pu être plus lourde pour Besiktas, si Rüştü n'avait pas détourné au-dessus la frappe puissante du Bosniaque Elvir Rahimić (73e). Mustafa Denizli faisait entrer Bobô à la place de Rodrigo Tello dans l'espoir de réduire le score. Un espoir satisfait, mais trop tard, par le but d'Ekrem. Besiktas s'inclinait pour la première fois de son histoire face à une équipe russe.

#### VfL Wolfsburg - Besiktas JK
Veh prudent avant Beşiktaş
L'entraîneur du VfL Wolfsburg Armin Veh a promis une approche prudente au moment où le Beşiktaş JK débarque en Allemagne pour le compte du Groupe B de l'UEFA Champions League. Veh ne sait pas encore s'il alignera le héros de la 1re journée, Grafite, aux côtés d'Edin Džeko. Son homologue turc Mustafa Denizli ne considère pas la rencontre comme capitale dans la course à la qualification.
Déclarations avant le match
- Armin Veh, entraîneur de Wolfsburg

Beşiktaş est une équipe très compacte et portée vers l'attaque. Il faudra être patient. Beşiktaş a réalisé le doublé en Turquie, ce n'est pas pour rien. On a l'avantage de jouer devant notre public. Il faudra gagner les duels, notamment en défense. On veut atteindre les 8es de la Champions League et il faut donc gagner à domicile. C'est un match important. Beşiktaş, le CSKA et nous allons nous battre pour la deuxième place. Qui va accompagner (Edin) Džeko devant ? On verra. Grafite et (Obafemi) Martins sont tous les deux disponibles.
- Mustafa Denizli, entraîneur de Beşiktaş

Notre objectif est de prendre des points, que ce soit un ou trois. Ce match est important, mais pas décisif. C'est à la fin que tout se décidera. On veut aller au tour suivant à tout prix. On se prépare de façon que chaque joueur sache ce qu'il a à faire. Wolfsburg monte en puissance depuis quelques années. Ils ont réussi de belles choses. La dernière fois que je suis venu ici, le match se déroulait dans l'ancien stade. Cette saison, Wolfsbourg connaît des petits soucis en Bundesliga. Après deux succès de rang, nous, on a le moral. On a parlé des points faibles de Wolfsbourg et on compte en profiter.
Après match
- Beşiktaş résiste à Wolfsburg

Le VfL Wolfsburg, qui a terminé à dix après l'expulsion de son buteur Grafite, n'a pas trouvé la faille dans la défense du Beşiktaş JK. Beşiktaş marque son premier point.
Des Turcs audacieux
Vainqueur lors de la première journée du PFC CSKA Moskva mais battu avant la trêve internationale par le Manchester United FC, le club bas-saxon n'était pas vraiment à son aise en première période. Loin d'être venu pour défendre, Beşiktaş jouait avec audace et Diego Benaglio était mis à contribution plus d'une fois. Notamment sous l'insistance de Bobô, l'attaquant brésilien de Beşiktaş.
Wolfsburg réagit
Armin Veh devait resserrer quelques boulons dans le vestiaire des locaux à la pause et ceux-ci revenaient plus conquérants, mettant le pied sur le ballon. L'étau se resserrait autour de Rüştü Reçber et de ses coéquipiers.
Grafite expulsé
Problème pour les champions d'Allemagne : à la 74e minute, leur meilleur buteur était expulsé pour avoir donné une gifle à İbrahim Kaş, alors que les deux hommes étaient sur la ligne de but en attendant un corner. L'ancien Manceau ne jouera pas le retour dans deux semaines. Pour autant, la pression restait intense sur le but de Rüştü Reçber, qui devait jouer de toute son expérience pour cornaquer sa défense quand il n'écartait pas le danger. Mais finalement, ce point, les Aigles noirs n'allaient pas le lâcher. Ils restent derniers du Groupe B mais se qualifieraient avec trois victoires.

## Bilan par joueur
| N˚ | Nat.                    | Nom        | Championnat | Championnat | Championnat | Championnat  | Coupe de Turquie | Coupe de Turquie | Coupe de Turquie | Coupe de Turquie | Supercoupe | Supercoupe  | Supercoupe | Supercoupe   | Ligue des Champions | Ligue des Champions | Ligue des Champions | Ligue des Champions | Ligue Europa | Ligue Europa | Ligue Europa | Ligue Europa | Total | Total       | Total  | Total        |
| N˚ | Nat.                    | Nom        | M.j.        | But inscrit | Averti      | Carton rouge | M.j.             | But inscrit      | Averti           | Carton rouge     | M.j.       | But inscrit | Averti     | Carton rouge | M.j.                | But inscrit         | Averti              | Carton rouge        | M.j.         | But inscrit  | Averti       | Carton rouge | M.j.  | But inscrit | Averti | Carton rouge |
| -- | ----------------------- | ---------- | ----------- | ----------- | ----------- | ------------ | ---------------- | ---------------- | ---------------- | ---------------- | ---------- | ----------- | ---------- | ------------ | ------------------- | ------------------- | ------------------- | ------------------- | ------------ | ------------ | ------------ | ------------ | ----- | ----------- | ------ | ------------ |
| 1  |                         | Rüştü      | 25          | 6*          | 2           | 0            | 0                | 0*               | 0                | 0                | 1          | 2*          | 0          | 0            | 3                   | 2*                  | 1                   | 0                   | 0            | 0*           | 0            | 0            | 29    | 10*         | 3      | 0            |
| 84 |                         | Hakan      | 8           | 0*          | 0           | 0            | 0                | 0*               | 0                | 0                | 0          | 0*          | 0          | 0            | 2                   | 4*                  | 0                   | 0                   | 0            | 0*           | 0            | 0            | 10    | 4*          | 0      | 0            |
| 78 |                         | Korcan     | 1           | 2*          | 0           | 0            | 0                | 0*               | 0                | 0                | 0          | 0*          | 0          | 0            | 0                   | 0*                  | 0                   | 0                   | 0            | 0*           | 0            | 0            | 1     | 2*          | 0      | 0            |
| 27 |                         | Ferrari    | 23          | 0           | 3           | 1            | 0                | 0                | 0                | 0                | 1          | 0           | 0          | 0            | 5                   | 0                   | 0                   | 0                   | 0            | 0            | 0            | 0            | 29    | 0           | 3      | 1            |
| 19 |                         | İbrahim Ü. | 23          | 0           | 2           | 0            | 0                | 0                | 0                | 0                | 0          | 0           | 0          | 0            | 4                   | 0                   | 1                   | 0                   | 0            | 0            | 0            | 0            | 27    | 0           | 3      | 0            |
| 44 |                         | Erhan      | 4           | 0           | 1           | 0            | 0                | 0                | 0                | 0                | 1          | 0           | 0          | 0            | 1                   | 0                   | 0                   | 0                   | 0            | 0            | 0            | 0            | 6     | 0           | 1      | 0            |
| 3  |                         | İsmail     | 16          | 1           | 0           | 0            | 0                | 0                | 0                | 0                | 1          | 0           | 0          | 0            | 3                   | 0                   | 1                   | 0                   | 0            | 0            | 0            | 0            | 22    | 1           | 1      | 0            |
| 4  |                         | İbrahim K. | 14          | 0           | 4           | 0            | 0                | 0                | 0                | 0                | 0          | 0           | 0          | 0            | 5                   | 0                   | 1                   | 0                   | 0            | 0            | 0            | 0            | 19    | 0           | 5      | 0            |
| 58 |                         | İbrahim T. | 21          | 1           | 3           | 1            | 0                | 0                | 0                | 0                | 0          | 0           | 0          | 0            | 1                   | 0                   | 0                   | 0                   | 0            | 0            | 0            | 0            | 22    | 1           | 3      | 1            |
| 7  |                         | Rıdvan     | 4           | 0           | 0           | 0            | 0                | 0                | 0                | 0                | 1          | 0           | 0          | 0            | 0                   | 0                   | 0                   | 0                   | 0            | 0            | 0            | 0            | 5     | 0           | 0      | 0            |
| 16 |                         | Sivok      | 31          | 2           | 6           | 0            | 0                | 0                | 0                | 0                | 1          | 0           | 1          | 0            | 4                   | 0                   | 2                   | 0                   | 0            | 0            | 0            | 0            | 36    | 2           | 9      | 0            |
| 25 |                         | Uğur       | 19          | 2           | 3           | 0            | 0                | 0                | 0                | 0                | 0          | 0           | 0          | 0            | 3                   | 0                   | 1                   | 0                   | 0            | 0            | 0            | 0            | 22    | 2           | 4      | 0            |
| 9  |                         | Erkan      | 0           | 0           | 0           | 0            | 0                | 0                | 0                | 0                | 0          | 0           | 0          | 0            | 0                   | 0                   | 0                   | 0                   | 0            | 0            | 0            | 0            | 0     | 0           | 0      | 0            |
| 10 |                         | Delgado    | 0           | 0           | 0           | 0            | 0                | 0                | 0                | 0                | 0          | 0           | 0          | 0            | 0                   | 0                   | 0                   | 0                   | 0            | 0            | 0            | 0            | 0     | 0           | 0      | 0            |
| 14 |                         | Tello      | 26          | 4           | 2           | 0            | 0                | 0                | 0                | 0                | 1          | 0           | 0          | 0            | 4                   | 1                   | 1                   | 0                   | 0            | 0            | 0            | 0            | 31    | 5           | 3      | 0            |
| 15 |                         | Tabata     | 16          | 2           | 1           | 0            | 0                | 0                | 0                | 0                | 0          | 0           | 0          | 0            | 3                   | 0                   | 0                   | 0                   | 0            | 0            | 0            | 0            | 19    | 3           | 1      | 0            |
| 17 |                         | Ekrem      | 24          | 2           | 2           | 0            | 0                | 0                | 0                | 0                | 0          | 0           | 0          | 0            | 5                   | 1                   | 0                   | 0                   | 0            | 0            | 0            | 0            | 29    | 3           | 2      | 0            |
| 18 |                         | Necip      | 11          | 0           | 1           | 0            | 0                | 0                | 0                | 0                | 0          | 0           | 0          | 0            | 0                   | 0                   | 0                   | 0                   | 0            | 0            | 0            | 0            | 11    | 0           | 1      | 0            |
| 5  |                         | Fink       | 30          | 2           | 4           | 0            | 0                | 0                | 0                | 0                | 1          | 0           | 0          | 0            | 3                   | 0                   | 0                   | 0                   | 0            | 0            | 0            | 0            | 34    | 2           | 4      | 0            |
| 21 |                         | Serdar     | 12          | 0           | 1           | 0            | 0                | 0                | 0                | 0                | 0          | 0           | 0          | 0            | 3                   | 0                   | 0                   | 0                   | 0            | 0            | 0            | 0            | 15    | 0           | 1      | 0            |
| 26 |                         | Onur       | 0           | 0           | 0           | 0            | 0                | 0                | 0                | 0                | 0          | 0           | 0          | 0            | 0                   | 0                   | 0                   | 0                   | 0            | 0            | 0            | 0            | 0     | 0           | 0      | 0            |
| 28 |                         | Ernst      | 28          | 1           | 3           | 2            | 0                | 0                | 0                | 0                | 1          | 0           | 0          | 0            | 4                   | 0                   | 0                   | 0                   | 0            | 0            | 0            | 0            | 33    | 1           | 3      | 2            |
| 29 |                         | Yusuf      | 16          | 0           | 1           | 0            | 0                | 0                | 0                | 0                | 1          | 0           | 1          | 0            | 1                   | 0                   | 0                   | 0                   | 0            | 0            | 0            | 0            | 19    | 0           | 2      | 0            |
| 11 |                         | Nobre      | 19          | 1           | 2           | 0            | 0                | 0                | 0                | 0                | 1          | 0           | 0          | 0            | 4                   | 0                   | 1                   | 0                   | 0            | 0            | 0            | 0            | 23    | 1           | 3      | 0            |
| 13 |                         | Bobô       | 29          | 12          | 2           | 0            | 0                | 0                | 0                | 0                | 1          | 0           | 1          | 0            | 4                   | 0                   | 0                   | 0                   | 0            | 0            | 0            | 0            | 34    | 12          | 3      | 0            |
| 23 | Drapeau de la Slovaquie | Hološko    | 18          | 6           | 0           | 0            | 0                | 0                | 0                | 0                | 1          | 0           | 0          | 0            | 2                   | 0                   | 0                   | 0                   | 0            | 0            | 0            | 0            | 21    | 6           | 0      | 0            |
| 8  |                         | Nihat      | 23          | 3           | 1           | 0            | 0                | 0                | 0                | 0                | 1          | 0           | 0          | 0            | 2                   | 0                   | 0                   | 0                   | 0            | 0            | 0            | 0            | 26    | 3           | 1      | 0            |
| 9  |                         | Batuhan    | 0           | 0           | 0           | 0            | 0                | 0                | 0                | 0                | 0          | 0           | 0          | 0            | 1                   | 0                   | 1                   | 0                   | 0            | 0            | 0            | 0            | 1     | 0           | 1      | 0            |

* Pour les gardiens de but le nombre de buts est le nombre de buts encaissés

Dernière mise à jour le 18 mai 2010.